# Филипп (ландграф Гессенский)
Филипп I Гессенский (нем. Philipp I. von Hessen, также Филипп I Великодушный (нем. Philipp I. Großmütige); 13 ноября 1504, Марбург, ландграфство Гессен, Священная Римская империя — 31 марта 1567, Кассель, ландграфство Гессен, Священная Римская империя) — ландграф Гессенский с 11 июля 1509 года, самый ревностный среди германских правителей сторонник Реформации и почитатель Мартина Лютера. Сын Вильгельма II и Анны Мекленбургской. Наследовал отцу в 1509 году, под опекой матери; в 14 лет (1518 год) объявлен (императором Максимилианом I) совершеннолетним из желания лишить Саксонию того могущественного положения, которое она заняла в Северной Германии.

## Биография
Юный ландграф, при выборе императора стоявший вначале на французской стороне, всё же поклялся в вечной дружбе императору Карлу V.
Во время Вормсского сейма он был сторонником Лютера и лично посетил его. Впоследствии он особенно сблизился с Цвингли.
Всеобщее раздражение против духовенства, желание завладеть его богатствами, а с другой стороны — озлобление мелких феодалов против усиливающейся власти государей вызвало движение прирейнского рыцарства с Францем фон Зикингеном во главе против архиепископа Трирского. Видя в этом движении угрозу власти государей, Филипп, старый враг Зикингена, вместе с курфюрстом пфальцским энергично выступил против восставших; бунт был подавлен.
Для успехов Реформации в 1520-х годах чрезвычайно важно было настроение государей Северной Германии, особенно наиболее крупных — курфюрста саксонского и ландграфа гессенского. Последний превосходил всех современных ему государей Германии политическим талантом, свежестью ума и энергией; он со всей страстью юности отдался делу Реформации и из дела Лютера сделал своё собственное. Не светские расчеты заставили его порвать со старой церковью, но искреннее и непреодолимое стремление составить о великом религиозном вопросе своё собственное мнение на основании Библии, разговоров с Меланхтоном и чтения полемических сочинений обеих сторон; результатом всего этого был решительный переход Филиппа на сторону Лютера, вернее — евангелического учения.
В 1525 году, во время Крестьянской войны в Германии подавил совместно с курфюрстом саксонским Иоганном Твердым восстание в Тюрингии, нанеся под Франкенгаузеном поражение отряду Томаса Мюнцера. Во время этого похода, захватив восставшую Фульду, Филипп Гессенский, вассал фульдского аббата, провозгласил себя его сюзереном по праву завоевания.
Несмотря на свои юные годы, Филипп уже много пережил в своей жизни и не раз вынимал меч из ножен: небольшого роста, но сильно сложенный, он резко отличался от современных ему немецких государей, тучность и неуклюжее телосложение которых соответствовали их умственной неподвижности и вялости; смелость и энергия сказывались во всей умственной и политической жизни Филиппа и выгодно отличали его от Иоганна-Фридриха Саксонского и других. Он не стеснялся преданностью империи, так часто ослаблявшей политическое положение курфюрстов саксонских. Одаренный умом прозорливым и ясным, он был способен к самым широким политическим комбинациям, к самым смелым замыслам. С самого начала он понял неизбежность столкновения партии реформы с Карлом V и готовился к борьбе, которую предвидел, но которая началась только 20 лет спустя. Угрожающее положение, занятое католиками, побудило Филиппа организовать союз не только единомысленных государей, но и лютеранских городов, то есть монархических и республиканских элементов империи; впоследствии эта мысль легла в основание Шмалькальденского союза.
В 1527 году основал Марбургский университет, первый в истории протестантский университет. В видах противодействия католицизму и Габсбургам Филипп желал сблизить Цвингли и Лютера, Швейцарию и протестантскую Германию. Для этого он устроил совещание реформаторов в Марбурге в 1529 году, но оно не привело к соглашению. Лютер отказался признать в Цвингли единоверца.
Более политик, чем богослов, Филипп не мог понять, как можно из-за нескольких спорных вопросов жертвовать всей будущностью Реформации. План Цвингли и Филиппа заключался в соединении всех протестантских князей, городов и сословий и в союзе их с Францией, Венецией, Данией и Гельдерном для действия против Папы и императора; первым делом этого союза должно было быть возвращение Ульриха Вюртембергского в его владения. Карл V попытался примирить католиков с протестантами (на сейме в Аугсбурге 1530 года), но это оказалось невозможным.
В декабре 1530 года был заключен в Шмалькальдене и через год окончательно оформлен союз между Гессеном, Саксонией, несколькими второстепенными государями и многими городами. Политическое руководство союзом было разделено между Гессеном и Саксонией. В это время Виттельсбахи стали просить помощи вновь основанного союза против Габсбургов, вследствие чего Филипп и саксонский курфюрст заключили в 1532 году союз с Баварией и Францией. Карл V вынужден был отсрочить подавление протестантизма.
Пользуясь субсидиями из Франции и тайным содействием некоторых католических князей, Филипп нанес тяжелый удар австрийскому влиянию в Южной Германии: разбив австрийцев при Лауфене, он ввел герцога Ульриха Вюртембергского в его владения и по договору в Кадане (1534 год) закрепил за ним корону Вюртемберга; этот договор косвенно допустил распространение протестантизма в Вюртемберге.
Вскоре, однако, неблагодарность Ульриха, угрожающее положение, занятое курфюрстом саксонским, и коварная баварская политика произвели такое впечатление на Филиппа, что уже в июле 1534 года он выражает в письме к сестре желание выйти из Шмалькальденского союза и жить в мире с императором. В 1535 году он ездил в Вену, был принят любезно, но серьёзных последствий от этого сближения его с Габсбургами не произошло.
Во время его преследований анабаптистов ландграф довольствовался заключением их в тюрьму, находя несправедливым действовать мечом в чисто религиозном деле. Вследствие скандального двоежёнства — Филипп вступил в морганатический брак с Маргаритой фон дер Сааль при жизни первой жены (которая, впрочем, дала на это своё согласие) Филипп разошелся с герцогом Саксонским и другими близкими ему людьми и стал искать милости и расположения императора: на сейме в Нюрнберге (1540 год) и в среде Шмалькальденского союза он взывал к миру и примирению, чтобы заслужить благодарность Карла V.
Вильгельм, герцог Клевский, союзник Франции, желал быть принятым в Шмалькальденский союз; но Филипп устроил так, что ему было в том отказано, вследствие чего Карл смог в 1543 году разгромить его и наказать, не боясь войны со шмалькальденцами.
Новую услугу Карлу Филипп оказал на сейме в Шпейере в 1544 году, склонив его дать императору средства для войны с турками. Но, обманутый в своей надежде быть главнокомандующим императора в войне с турками, получив притом известие о тайном соглашении Карла V с французским королём, Филипп мало-помалу охладел к делу императора и стал склоняться к сближению с Англией, Данией и Баварией.
Шмалькальденский союз в это время становился все слабее вследствие несогласий государей и городов и двойственности управления. Филипп старался пробудить своих союзников от летаргического сна, но тщетно, пока явные приготовления императора к войне не заставили их выйти из бездействия.
В начавшейся войне шмалькальденцы двинулись было на юг, но потом вернулись назад; курфюрст саксонский был разбит при Мюльберге и взят в плен; Филипп целые месяцы ничего не предпринимал для отражения врага и, наконец, отдался вполне на милость Карла, который приказал арестовать его в 1547 году вопреки обещанию и договору с князьями-посредниками, герцогом Морицем Саксонским и курфюрстом бранденбургским Иоахимом. Из этого плена ландграф был освобожден только в 1552 году стараниями Морица Саксонского, по Пассаускому договору.
По возвращении в Гессен Филипп занялся приведением в порядок своего ландграфства и устройством церковных дел, стараясь установить мирные отношения протестантов с католиками, лютеран с реформатами. Перед смертью Филипп разделил свои владения между 4 сыновьями от первого брака, заложив основу для будущей междоусобной Гессенской войны.

## Семья

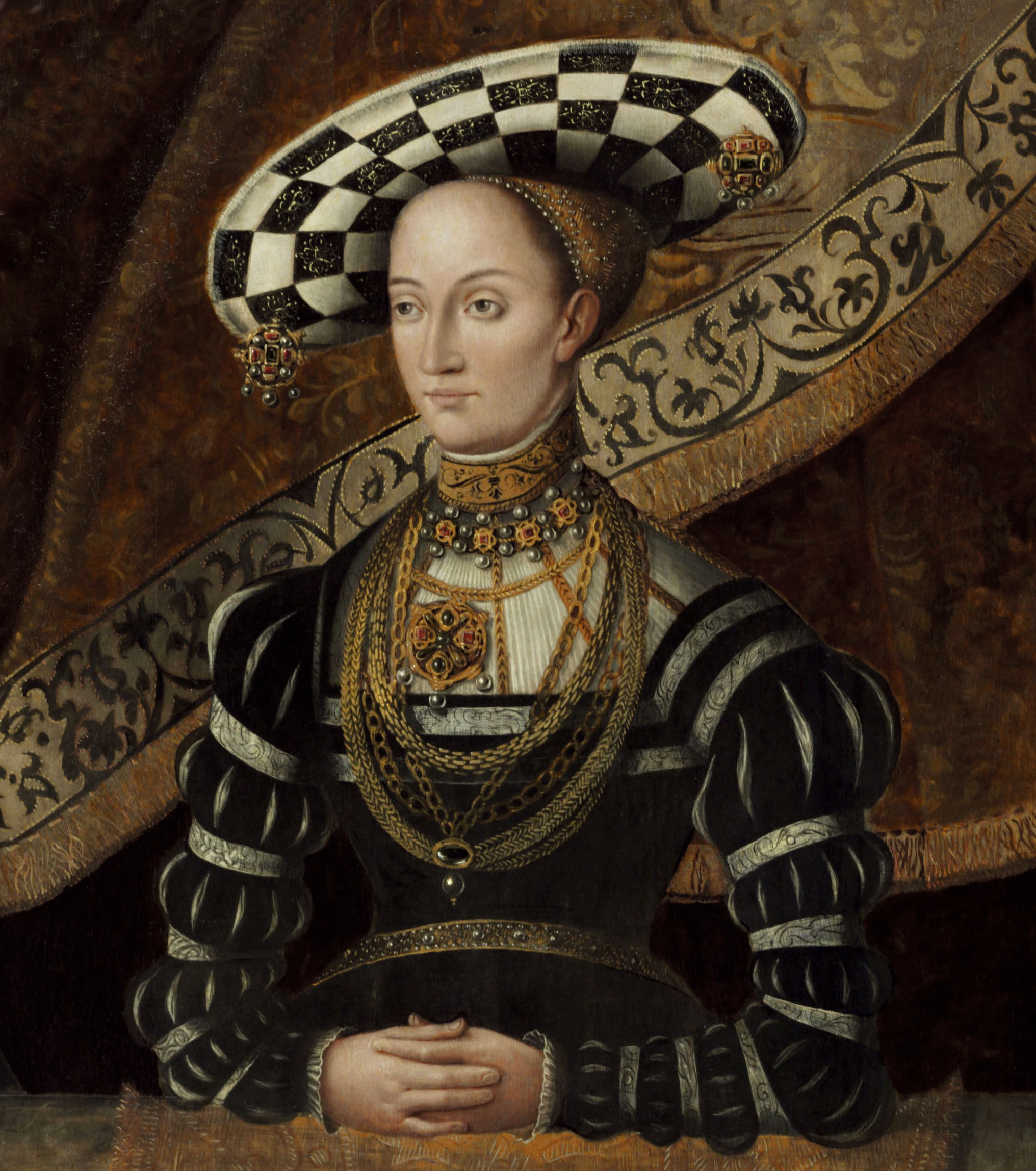
Кристина Саксонская

В 1523 году он женился на Кристине Саксонской (1505—1549), дочери Георга, герцога Саксонского. Дети:
- Агнесса (1527—1555), муж Мориц Саксонский, затем Иоганн Фридрих II Саксонский
- Анна (1529—1591), муж Вольфганг Пфальц-Цвейбрюккенский
- Вильгельм IV (1532—1592), ландграф Гессен-Кассельский
- Филипп (1535)
- Барбара (1536—1597), замужем за графом Георгом Вюртембергским, затем за графом Даниэлем Вальдекским
- Людвиг IV (1537—1604), ландграф Гессен-Марбургский, женат на Гедвиге Вюртембергской, затем на Марии фон Мансфельд
- Елизавета (1539—1582), замужем за Людвигом VI, курфюрстом Пфальца
- Филипп II, (1541—1583), ландграф Гессен-Рейнфельсский
- Кристина (1543—1604),
- Георг I (1547—1596), ландграф Гессен-Дармштадтский.

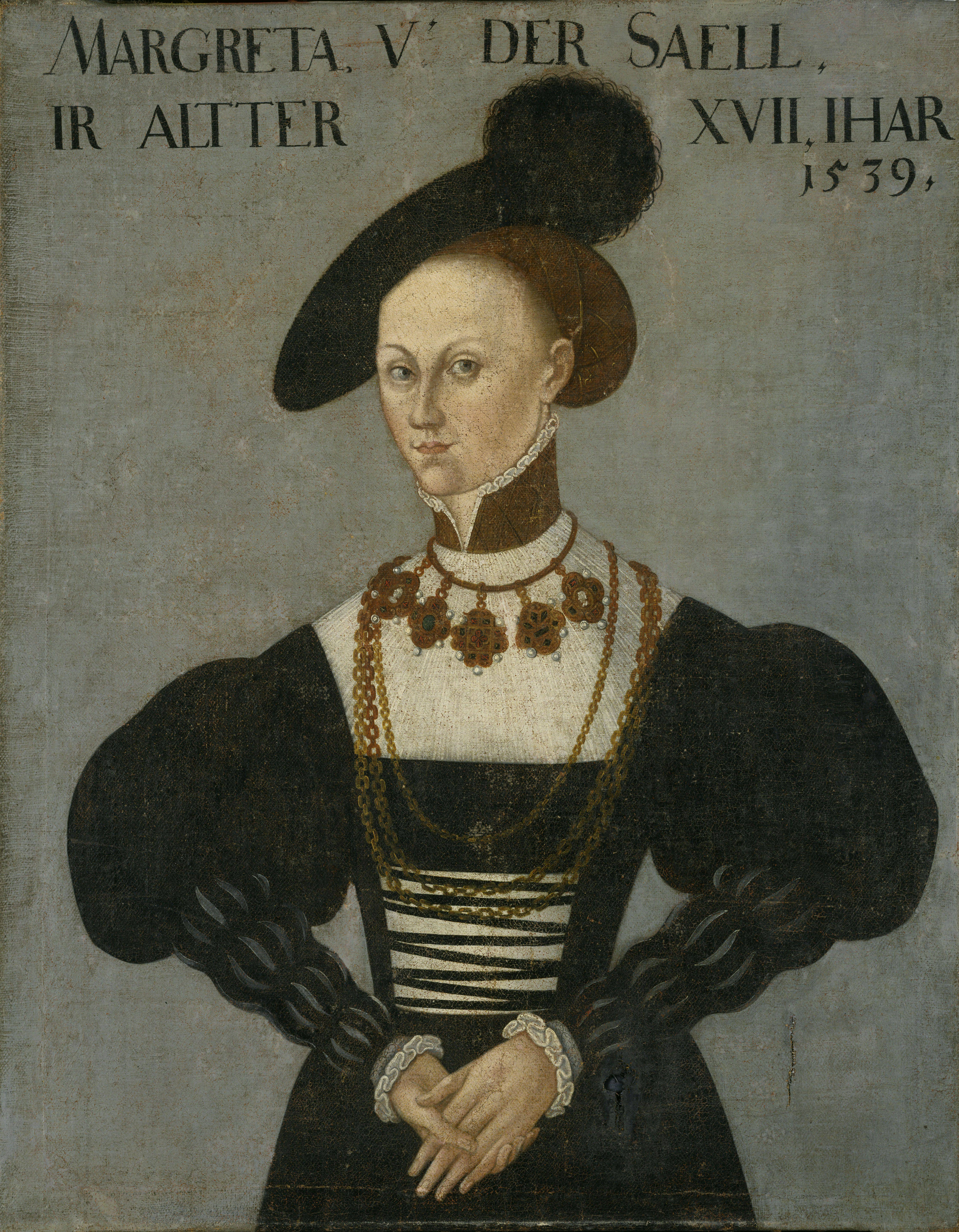
Маргарита фон дер Заале

Находясь в браке с Кристиной, Филипп в 1540 году тайно женился морганатическим браком на Маргарите фон дер Заале, дети:
- Филипп (1541—1564)
- Герман (1542—1568)
- Кристоф Эрнст (1543—1603)
- Маргарита (1544—1608)
- Альберт (1546—1569)
- Филипп Конрад (1547—1569)
- Мориц (1553—1575)
- Эрнест (1554—1570)
- Анна (1558)